# شهرستان کلیرواتر (آیداهو)
شهرستان کلیرواتر، آیداهو (به انگلیسی: Clearwater County, Idaho) یک سکونتگاه مسکونی در ایالات متحده آمریکا است که در آیداهو واقع شده‌است.

## خصوصیات
شهرستان کلیرواتر ۶٬۴۴۳٫۹۳ کیلومترمربع مساحت دارد.